# Oestrus variolosus
Oestrus variolosus är en tvåvingeart som först beskrevs av Friedrich Hermann Loew 1863.  Oestrus variolosus ingår i släktet Oestrus och familjen styngflugor. Inga underarter finns listade i Catalogue of Life.